# Präfektur Fukushima
Fukushima (/⁠ɸ(ɯ)'kɯɕima⁠/, japanisch 福島県 Fukushima-ken, englisch Fukushima Prefecture ‚Präfektur Fukushima‘) ist eine Präfektur in Japan. Sie liegt in der Region Tōhoku auf der Insel Honshū. Sitz der Präfekturverwaltung ist die gleichnamige Stadt Fukushima.

## Geografie
Fukushima ist die südlichste Präfektur der Region Tōhoku und selber wiederum in drei Regionen unterteilt: Hamadōri (浜通り), Nakadōri (中通り) und Aizu (会津).
Hamadōri mit einer Fläche von 2971 km² bildet den Ostteil und erstreckt sich vom Pazifischen Ozean bis zum Gebirgskamm des Abukuma-Hochlandes (阿武隈高地, Abukuma-kōchi). Die Region ist die flachste und besitzt ein warmes Meeresklima. Der nördliche Teil mit dem Landkreis Sōma, der Stadt Minamisōma, sowie der zentrale Teil mit dem Landkreis Futaba, werden zusammen auch als Region Sōsō (相双) bezeichnet.
Daran schließt sich die Region Nakadōri mit 5366 km², die sich bis zum Gebirgskamm des Ōu-Gebirges erstreckt. Sie ist nicht nur das geografische, sondern auch das wirtschaftliche Zentrum mit Kōriyama, sowie politische und kulturelle Zentrum mit der Präfekturhauptstadt Fukushima.
Die westliche Region ist Aizu mit 5342 km². Sie besteht zu einem großen Teil aus Hochgebirge und gilt daher seit alters her als abgelegen. Allerdings befinden sich im Osten größere Becken wie das langgestreckte Aizu-Becken (会津盆地, Aizu-bonchi) mit dem Regionalzentrum Aizu-Wakamatsu oder das benachbarte Inawashiro-Becken (猪苗代盆地, Inawashiro-bonchi) zwischen dem Fuß des Bandai und dem Inawashiro-See – mit 103 km² Japans viertgrößter See. Von hier bis zum Norden der Region erstreckt sich der Bandai-Asahi-Nationalpark, während sich im Südwesten der Nikkō-Nationalpark mit dem Ozegahara-Gebirgshochmoor befindet. Zudem befindet sich in Aizu der Hiuchi, der mit 2356 m höchste Berg von Tōhoku.

## Geschichte
Das Gebiet von Fukushima wurde nicht früher als im 4. Jahrhundert in den japanischen Staatsverband eingegliedert. Die Präfektur Fukushima geht in ihrer Ausdehnung auf die 718 gegründeten Provinzen Iwaki und Iwase zurück. Erstere erstreckte sich über die Küste (Hamadōri) und letztere über das Hinterland (Nakadōri und Aizu) des heutigen Fukushima. Beide gingen bereits wieder 724 in der Provinz Michinoku auf, aus der sie vorher herausgelöst wurden. Allerdings dienten diese als Vorbild der 1869 gegründeten Provinzen Iwaki und Iwashiro (Iwashiro soll auch der vermutete korrekte Name des früheren Iwase sein). Innerhalb dieser Provinzen gab es mehrere Lehen (Han), die schon 1869 als Verlierer im Boshin-Krieg oder 1871 bei der landesweiten Abschaffung der Han durch Präfekturen ersetzt wurden. Bei der ersten Welle von Präfekturfusionen 1871/72 entstanden die drei Präfekturen Fukushima, Wakamatsu (若松県, -ken) und Iwamae (磐前県, -ken). Die Präfektur Fukushima erhielt ihren Namen dabei von deren Hauptstadt Fukushima, deren Namen schließlich von der heute nicht mehr vorhandenen Burg stammt, die Sitz des früheren Lehens Fukushima war. Am 21. August 1876 wurden letztere beide Präfekturen der Präfektur Fukushima zugeschlagen, die dadurch fast ihre heutige Form erhielt. Der Landkreis Ost-Kanbara (seit der Antike Provinz Echigo, aber in der frühen Neuzeit größtenteils Fürstentum Aizu) kam über die Präfektur Wakamatsu zu Fukushima und wurde erst 1886 an Niigata übertragen, das sonst bereits den Rest von Echigo umfasste.

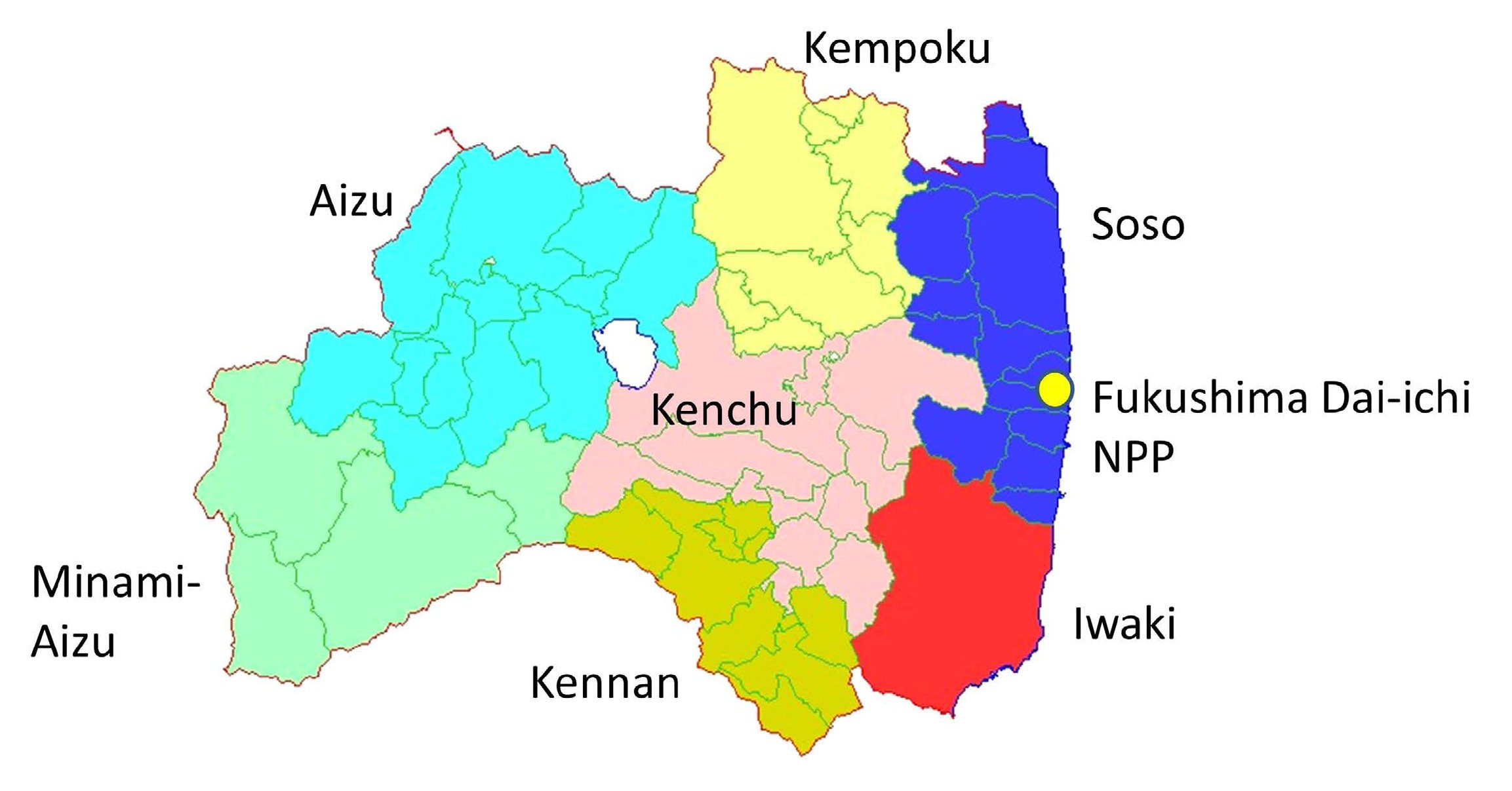
Lage des Kernkraftwerks Fukushima I in Bezug zu sieben Regionen der Präfektur Fukushima

Beim schwersten Erdbeben seit Beginn der Messungen in Japan, dem Tōhoku-Erdbeben vom 11. März 2011, gehörte die Präfektur zu den am gravierendsten betroffenen Gegenden mit der zweithöchsten Intensitätsstufe 6-stark auf der JMA-Skala. Dieses Beben und ein dadurch ausgelöster Tsunami führte auch zu schweren Störfällen bis zu Kernschmelzen und Unfällen bei den Kernkraftwerken Fukushima I und Fukushima II, in deren Folge erstmals in der Geschichte Japans der nukleare Notstand ausgerufen wurde. Der nach dem Atomunfall ausgewiesene Evakuierungsradius um das Kraftwerk Fukushima I von 20 km wurde am 21. April 2011 in eine Sperrzone umgewandelt, die nur noch mit behördlicher Ausnahmegenehmigung betreten werden darf.

## Wirtschaft
Die Küstenregion ist traditionell auf Fischerei und Meeresfrüchte spezialisiert und zeichnet sich durch die Elektrizitäts- und vor allem die Kernkraftindustrie aus, während sich die Bergregionen eher auf die Landwirtschaft konzentrieren.
Dank des Klimas in Fukushima werden das ganze Jahr über verschiedene Früchte angebaut. Dazu gehören Birnen, Pfirsiche, Kirschen, Trauben und Äpfel. In Fukushima wird auch Reis angebaut, der in Verbindung mit reinem Wasser aus den Bergen zur Herstellung von Sake verwendet wird. Einige Sakes aus der Region gelten als so schmackhaft, dass sie Gastgebern, die Könige und Staatsoberhäupter besuchen, serviert werden.
Lackwaren sind ein weiteres beliebtes Produkt aus Fukushima. Das Verfahren zur Herstellung von Lackwaren ist über vierhundert Jahre alt und besteht darin, einen Gegenstand aus Holz zu schnitzen, ihn anschließend zu lackieren und zu verzieren. Bei den hergestellten Gegenständen handelt es sich in der Regel um Geschirr, Vasen und Schreibmaterial.
Die Präfektur Fukushima und die Toyota Motor Corporation  gaben Ende 2021 bekannt, dass sie Gespräche mit verschiedenen Partnern über den Bau einer Stadt aufgenommen haben, die Wasserstoff und in der Präfektur Fukushima produzierte Technologien nutzt soll.

## Politik
- KPJ: 4
- Kenmin Rengō („Präfekturbürgerbund“; mit KDP): 18
- Nippon Ishin/mushozoku no kai: 2
- One for all Fukushima: 1
- Kōmeitō: 4
- LDP: 29

Gouverneur von Fukushima ist seit 2014 der ehemalige Vizegouverneur Masao Uchibori. Bei der Gouverneurswahl 2022 wurde er mit über 88 % der Stimmen gegen einen KPJ-gestützten Herausforderer für eine dritte Amtszeit bestätigt. Die Wahlbeteiligung sank auf 42,58 %, den zweitniedrigsten Wert nach 2010. Das Präfekturparlament mit regulär 58 Mitgliedern wurde zuletzt im November 2023 neu gewählt. Die Liberaldemokratische Partei verlor zwei auf fortan 29 Sitze. Die Konstitutionell-Demokratische Partei erhielt zehn Sitze (−1), die Kommunistische Partei Japans vier (−1), die Kōmeitō unverändert vier. Die Nippon Ishin no Kai zog mit einem Abgeordneten neu ins Parlament ein. In neun der 19 Wahlkreise gab es mangels Gegenkandidaten keine Abstimmung. Die Wahlbeteiligung (in den übrigen zehn Wahlkreisen) sank gegenüber der Wahl 2019 um rund einen Punkt auf ein neues Rekordtief von 40,73 %.
Im nationalen Parlament wird Fukushima seit 2024 nur noch durch vier direkt gewählte Abgeordnete im Abgeordnetenhaus vertreten – bei der Wahl 2024 gewann die KDP drei der vier Wahlkreise in Fukushima, die LDP einen. Ins Rätehaus wählt die Präfektur seit 2013 nur noch einen statt bisher zwei Abgeordnete und gehört damit nun zu den oft wahlentscheidenden Einmandatswahlkreisen. 2019 setzte sich die Liberaldemokratin Masako Mori gegen die Oppositionskandidatin Sachiko Mizuno durch, 2022 gewann der Arzt Hokuto Hoshi gegen die Mitte-Links-Kandidatin Akiko Onodera auch den zweiten Sitz Fukushimas für die LDP.

## Verwaltungsgliederung

Eine Regionaleinteilung der Präfektur
Hamadōri:
Sōma (相馬, in manchen Zusammenhängen mit Futaba als 相双, sinojapanisch Sōsō gelesen)
Futaba (双葉, ggf. mit Sōma als Sōsō)
Iwaki (いわき)
Nakadōri:
Fukushima (福島, ggf. mit Adachi zum „Präfekturnorden“, 県北, kenpoku)
Adachi (安達, ggf. mit Fukushima zum „Präfekturnorden“)
Kōriyama (郡山)/„Präfekturmitte“ (県中, kenchū)
Shirakawa (白河)/„Präfektursüden“ (県南, kennan)
Aizu:
Kitakata (喜多方), ggf. mit Wakamatsu aber ohne Süd-Aizu als Aizu
Aizu-Wakamatsu (会津若松), ggf. mit Kitakata aber ohne Süd-Aizu als Aizu
„Süd-Aizu“ (南会津, Minami-Aizu)

Seit 2008 gibt es noch 59 Gemeinden in Fukushima: 13 [kreisfreie] Städte (-shi) – davon drei in einer Sonderform für Großstädte –, 31 [kreisangehörige] Städte (-machi) und 15 Dorfgemeinden (-mura). Nach der Einführung der heutigen Gemeindeformen in der Großen Meiji-Gebietsreform 1889 waren es zunächst über 400 Gemeinden in 21 Kreisen und keine kreisfreie Stadt, die erste wurde 1899 die Stadt Wakamatsu (seit umfangreichen Eingemeindungen 1955 Aizu-Wakamatsu) aus dem Kreis Nord-Aizu (Kita-Aizu). Die Hauptstadt Fukushima wurde 1907 aus dem Kreis Shinobu herausgelöst. Vor der großen Shōwa-Gebietsreform der 1950er Jahre gab es in Fukushima immer noch über 350 Gemeinden, im Jahr 2000 vor der Großen Heisei-Gebietsreform noch 90.
Anmerkungen:
- Im Sinne der Lesbarkeit wurden mehrteilige Orts- und Kreisnamen (Doppelorte, zur Unterscheidung vorangestellte Provinz-/Regional-/Lehens-/Präfektur-/Kreisnamen, Himmelsrichtungen u. ä.) und Gebietskörperschaftssuffixe hier durch Bindestrich getrennt, die sonstige Romanisierungspraxis ist uneinheitlich.
- Es gibt Gebiete mit ungeklärtem Verlauf der Gemeindegrenzen.

| Name                                     | Suffix/Typ                        | Kreis (-gun)      | Fläche (1. Januar 2023) | Einwohnerzahl (1. März 2021) | dantai code (07…-[Prüfziffer]) | Region | Region                     |
| ---------------------------------------- | --------------------------------- | ----------------- | ----------------------- | ---------------------------- | ------------------------------ | ------ | -------------------------- |
| Fukushima (Sitz der Präfekturverwaltung) | -shi, „Kernstadt“                 | –                 | 767,72 km²              | 284.282                      | 201                            |        | Nakadōri/kenpoku/Fukushima |
| Aizu-Wakamatsu                           | -shi                              | –                 | 382,97 km²              | 117.924                      | 202                            |        | Aizu/Aizu-Wakamatsu        |
| Kōriyama                                 | -shi, „Kernstadt“                 | –                 | 757,20 km²              | 329.706                      | 203                            |        | Nakadōri/kenchū/Kōriyama   |
| Iwaki                                    | -shi, „Kernstadt“                 | –                 | 1.232,51 km²            | 336.111                      | 204                            |        | Hamadōri/Iwaki             |
| Shirakawa                                | -shi                              | –                 | 305,32 km²              | 59.044                       | 205                            |        | Nakadōri/kennan/Shirakawa  |
| Sukagawa                                 | -shi                              | –                 | 279,43 km²              | 75.128                       | 207                            |        | Nakadōri/kenchū/Kōriyama   |
| Kitakata                                 | -shi                              | –                 | 554,63 km²              | 45.590                       | 208                            |        | Aizu/Kitakata              |
| Sōma                                     | -shi                              | –                 | 197,79 km²              | 36.752                       | 209                            |        | Hamadōri/Sōsō/Sōma         |
| Nihonmatsu                               | -shi                              | –                 | 344,42 km²              | 54.447                       | 210                            |        | Nakadōri/kenpoku/Adachi    |
| Tamura                                   | -shi                              | –                 | 458,33 km²              | 35.042                       | 211                            |        | Nakadōri/kenchū/Kōriyama   |
| Minami-Sōma                              | -shi                              | –                 | 398,58 km²              | 52.619                       | 212                            |        | Hamadōri/Sōsō/Sōma         |
| Date                                     | -shi                              | –                 | 265,12 km²              | 58.232                       | 213                            |        | Nakadōri/kenpoku/Fukushima |
| Motomiya                                 | -shi                              | –                 | 88,02 km²               | 30.253                       | 214                            |        | Nakadōri/kenpoku/Adachi    |
| Koori                                    | -machi                            | Date              | 42,97 km²               | 11.425                       | 301                            |        | Nakadōri/kenpoku/Fukushima |
| Kunimi                                   | -machi                            | Date              | 37,95 km²               | 8643                         | 303                            |        | Nakadōri/kenpoku/Fukushima |
| Kawamata                                 | -machi                            | Date              | 127,70 km²              | 12.537                       | 308                            |        | Nakadōri/kenpoku/Fukushima |
| Ōtama                                    | -mura                             | Adachi            | 79,44 km²               | 8932                         | 322                            |        | Nakadōri/kenpoku/Adachi    |
| Kagamiishi                               | -machi                            | Iwase             | 31,30 km²               | 12.282                       | 342                            |        | Nakadōri/kenchū/Kōriyama   |
| Ten’ei                                   | -mura                             | Iwase             | 225,52 km²              | 5120                         | 344                            |        | Nakadōri/kenchū/Kōriyama   |
| Shimogō                                  | -machi                            | Minami-Aizu       | 317,04 km²              | 5042                         | 362                            |        | Aizu/Minami-Aizu           |
| Hinoemata                                | -mura                             | Minami-Aizu       | 390,46 km²              | 529                          | 364                            |        | Aizu/Minami-Aizu           |
| Tadami                                   | -machi                            | Minami-Aizu       | 747,56 km²              | 4032                         | 367                            |        | Aizu/Minami-Aizu           |
| Minami-Aizu                              | -machi                            | Minami-Aizu       | 886,47 km²              | 14.204                       | 368                            |        | Aizu/Minami-Aizu           |
| Kitashiobara                             | -mura                             | Yama              | 234,08 km²              | 2508                         | 402                            |        | Aizu/Kitakata              |
| Nishi-Aizu                               | -machi                            | Yama              | 298,18 km²              | 5597                         | 405                            |        | Aizu/Kitakata              |
| Bandai                                   | -machi                            | Yama              | 59,77 km²               | 3350                         | 407                            |        | Aizu/Aizu-Wakamatsu        |
| Inawashiro                               | -machi                            | Yama              | 394,85 km²              | 13.403                       | 408                            |        | Aizu/Aizu-Wakamatsu        |
| Aizu-Bange                               | -machi                            | Kawanuma          | 91,59 km²               | 14.906                       | 421                            |        | Aizu/Aizu-Wakamatsu        |
| Yugawa                                   | -mura                             | Kawanuma          | 16,37 km²               | 3031                         | 422                            |        | Aizu/Aizu-Wakamatsu        |
| Yanaizu                                  | -machi                            | Kawanuma          | 175,82 km²              | 3065                         | 423                            |        | Aizu/Aizu-Wakamatsu        |
| Mishima                                  | -machi                            | Ōnuma             | 90,81 km²               | 1407                         | 444                            |        | Aizu/Aizu-Wakamatsu        |
| Kaneyama                                 | -machi                            | Ōnuma             | 293,92 km²              | 1875                         | 445                            |        | Aizu/Aizu-Wakamatsu        |
| Shōwa                                    | -mura                             | Ōnuma             | 209,46 km²              | 1163                         | 446                            |        | Aizu/Aizu-Wakamatsu        |
| Aizu-Misato                              | -machi                            | Ōnuma             | 276,33 km²              | 19.078                       | 447                            |        | Aizu/Aizu-Wakamatsu        |
| Nishigō                                  | -mura                             | Nishi-Shirakawa   | 192,06 km²              | 20.508                       | 461                            |        | Nakadōri/kennan/Shirakawa  |
| Izumizaki                                | -mura                             | Nishi-Shirakawa   | 35,43 km²               | 6171                         | 464                            |        | Nakadōri/kennan/Shirakawa  |
| Nakajima                                 | -mura                             | Nishi-Shirakawa   | 18,92 km²               | 4766                         | 465                            |        | Nakadōri/kennan/Shirakawa  |
| Yabuki                                   | -machi                            | Nishi-Shirakawa   | 60,40 km²               | 16.823                       | 466                            |        | Nakadōri/kennan/Shirakawa  |
| Tanagura                                 | -machi                            | Higashi-Shirakawa | 159,93 km²              | 13.264                       | 481                            |        | Nakadōri/kennan/Shirakawa  |
| Yamatsuri                                | -machi                            | Higashi-Shirakawa | 118,27 km²              | 5353                         | 482                            |        | Nakadōri/kennan/Shirakawa  |
| Hanawa                                   | -machi                            | Higashi-Shirakawa | 211,41 km²              | 8209                         | 483                            |        | Nakadōri/kennan/Shirakawa  |
| Samegawa                                 | -mura                             | Higashi-Shirakawa | 131,34 km²              | 2984                         | 484                            |        | Nakadōri/kennan/Shirakawa  |
| Ishikawa                                 | -machi                            | Ishikawa          | 115,71 km²              | 14.222                       | 501                            |        | Nakadōri/kenchū/Kōriyama   |
| Tamakawa                                 | -mura                             | Ishikawa          | 46,67 km²               | 6324                         | 502                            |        | Nakadōri/kenchū/Kōriyama   |
| Hirata                                   | -mura                             | Ishikawa          | 93,42 km²               | 5822                         | 503                            |        | Nakadōri/kenchū/Kōriyama   |
| Asakawa                                  | -machi                            | Ishikawa          | 37,43 km²               | 6018                         | 504                            |        | Nakadōri/kenchū/Kōriyama   |
| Furudono                                 | -machi                            | Ishikawa          | 163,29 km²              | 4600                         | 505                            |        | Nakadōri/kenchū/Kōriyama   |
| Miharu                                   | -machi                            | Tamura            | 72,76 km²               | 17.319                       | 521                            |        | Nakadōri/kenchū/Kōriyama   |
| Ono                                      | -machi                            | Tamura            | 125,18 km²              | 9453                         | 522                            |        | Nakadōri/kenchū/Kōriyama   |
| Hirono                                   | -machi                            | Futaba            | 58,69 km²               | 3881                         | 541                            |        | Hamadōri/Sōsō/Futaba       |
| Naraha                                   | -machi                            | Futaba            | 103,64 km²              | 0                            | 542                            |        | Hamadōri/Sōsō/Futaba       |
| Tomioka                                  | -machi                            | Futaba            | 68,39 km²               | 0                            | 543                            |        | Hamadōri/Sōsō/Futaba       |
| Kawauchi                                 | -mura                             | Futaba            | 197,35 km²              | 1809                         | 544                            |        | Hamadōri/Sōsō/Futaba       |
| Ōkuma                                    | -machi                            | Futaba            | 78,71 km²               | 0                            | 545                            |        | Hamadōri/Sōsō/Futaba       |
| Futaba                                   | -machi                            | Futaba            | 51,42 km²               | 0                            | 546                            |        | Hamadōri/Sōsō/Futaba       |
| Namie                                    | -machi                            | Futaba            | 223,14 km²              | 0                            | 547                            |        | Hamadōri/Sōsō/Futaba       |
| Katsurao                                 | -mura                             | Futaba            | 84,37 km²               | 0                            | 548                            |        | Hamadōri/Sōsō/Futaba       |
| Shinchi                                  | -machi                            | Sōma              | 46,70 km²               | 8051                         | 561                            |        | Hamadōri/Sōsō/Sōma         |
| Iitate                                   | -mura                             | Sōma              | 230,13 km²              | 0                            | 564                            |        | Hamadōri/Sōsō/Sōma         |
| Summe Fukushima                          | -ken 13 -shi, 31 -machi, 15 -mura | 13 -gun           | 13.784,39 km²           | 1.817.228                    | 000                            |        |                            |

## Polizei

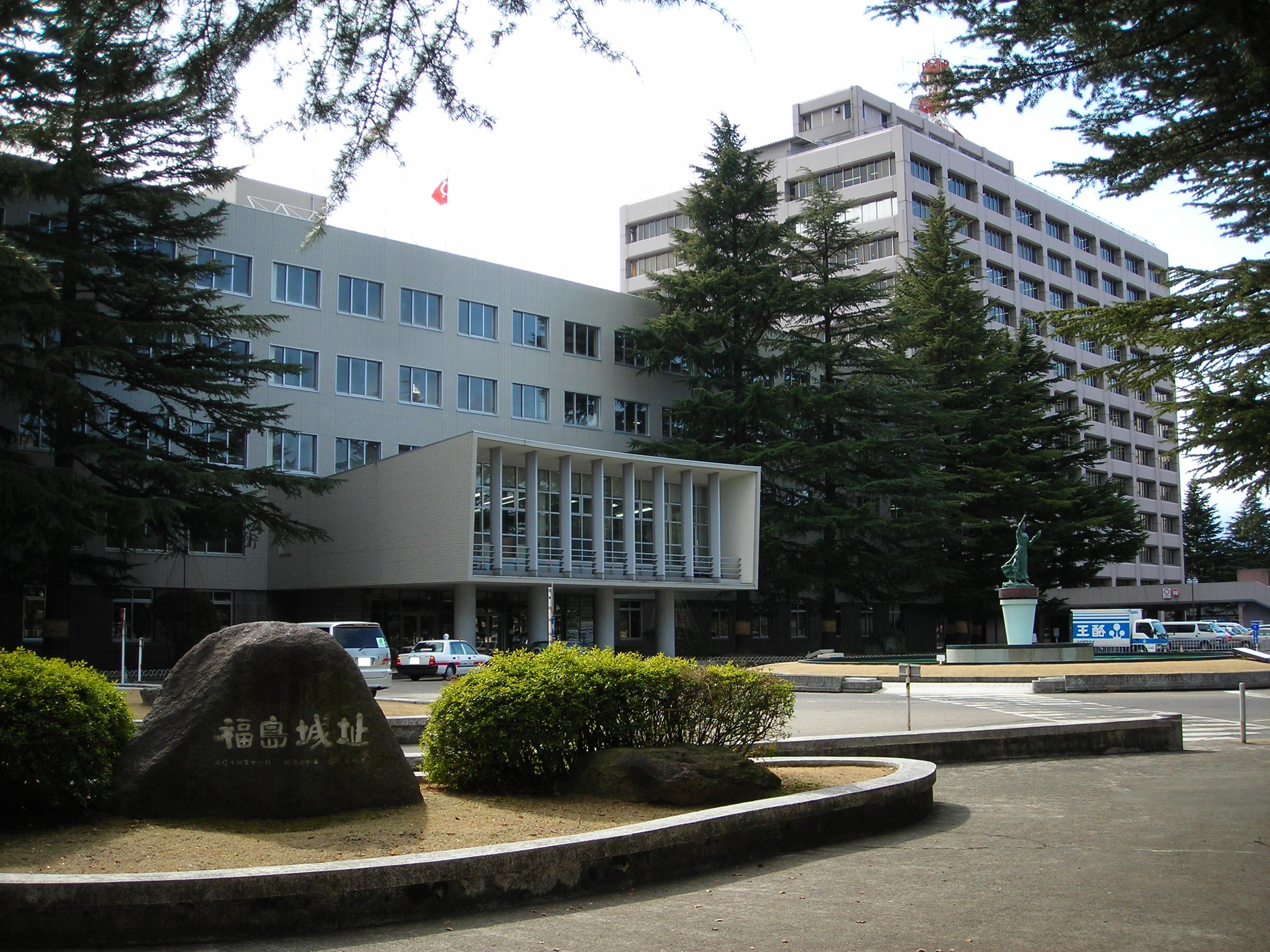
Das heutige, 1954 errichtete (Anbau 1971) Hauptgebäude der Präfekturverwaltung von Fukushima in Sugimatsuchō in der Stadt Fukushima

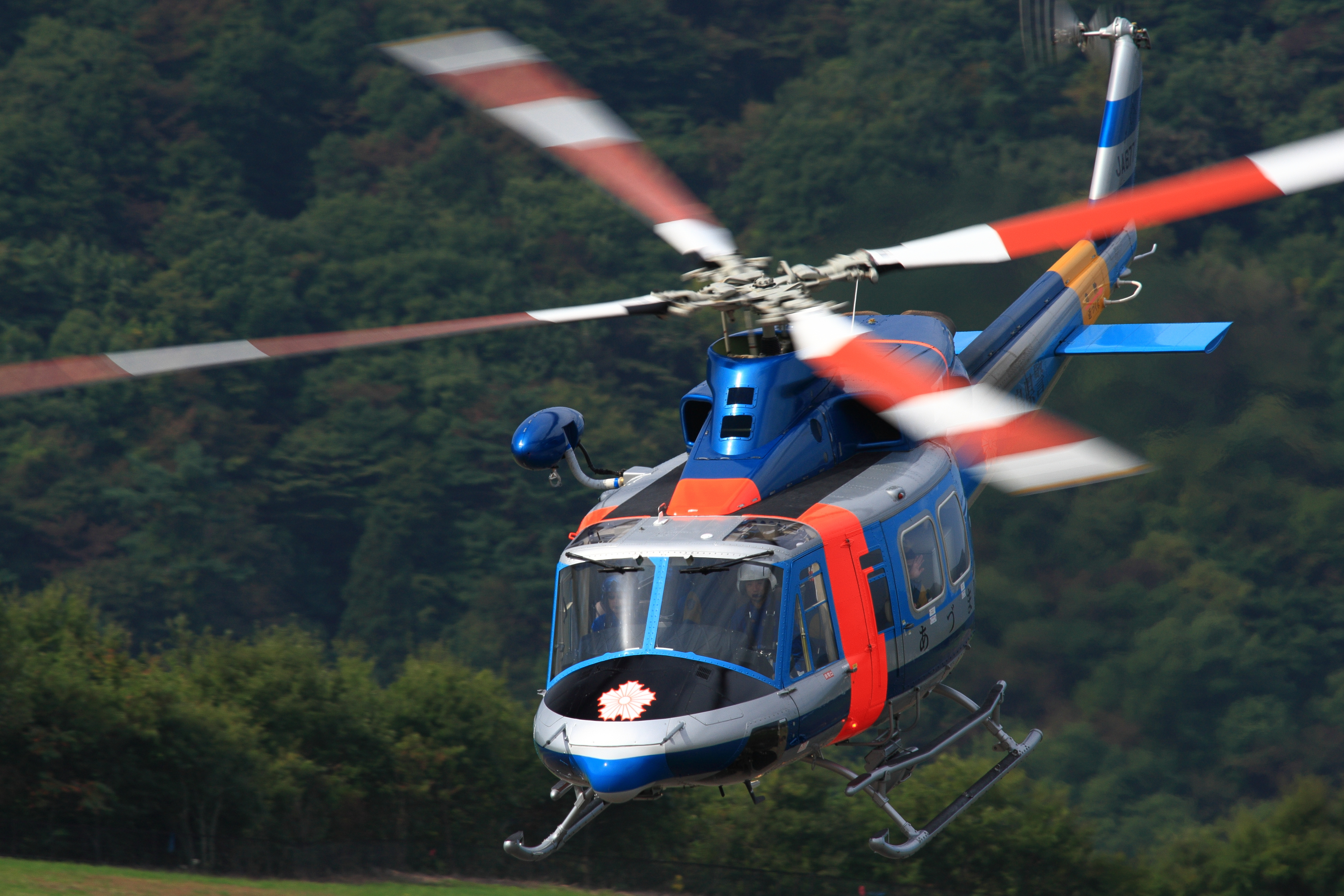
Bell 412EP der Präfekturpolizei

Die Präfekturpolizei Fukushima (福島県警察, Fukushima-ken-keisatsu) gehört zu den kleineren landesweit, ist aber mit rund 3.500 Polizisten die zweitgrößte Polizei in der Polizeiregion Tōhoku nach der von Miyagi. Sie verfügt über 22 Polizeireviere/-bezirke: elf in Nakadōri, sechs in Hamadōri und fünf in Aizu. Das Polizeihauptquartier wie die Präfekturkommission für öffentliche Sicherheit haben ihren Hauptsitz im Hauptgebäudekomplex der Präfekturverwaltung.

## Größte Orte nach den Volkszählungen 2000 und 2005
| Gemeinde       | Einwohner 1. Oktober 2000 | Einwohner 1. Oktober 2005 |
| -------------- | ------------------------- | ------------------------- |
| Iwaki          | 360.138                   | 354.403                   |
| Kōriyama       | 334.824                   | 338.830                   |
| Fukushima      | 291.121                   | 290.867                   |
| Aizu-Wakamatsu | 135.415                   | 131.402                   |
| Sukagawa       | 79.409                    | 80.383                    |
| Minamisōma     | 75.246                    | 72.837                    |
| Shirakawa      | 66.048                    | 65.711                    |
| Nihonmatsu     | 66.077                    | 63.179                    |
| Kitakata       | 58.571                    | 56.396                    |
| Tamura         | 45.052                    | 43.253                    |
| Sōma           | 38.842                    | 38.630                    |

Anmerkungen
1. ↑  Vergrößerung durch Eingemeindung 2008
2. ↑  Vergrößerungen durch Eingemeindungen 2004, 2005
3. ↑  Vergrößerung durch Eingemeindungen 2005
4. ↑  Summe der Einwohnerzahlen der Vorläufergemeinden, die 2006 zur Stadt Minami-Sōma fusionierten; Zerstörungen durch das Erdbeben und den Tsunami am 11. März 2011, zweite Evakuierungszone: knapp 20 km vom Kernkraftwerk Fukushima Daiichi entfernt
5. ↑  2005 mit anderen Gemeinden zu einer neuen Stadt Shirakawa fusioniert
6. ↑  2005 mit anderen Gemeinden zu einer neuen Stadt Nihonmatsu fusioniert
7. ↑  2006 mit anderen Gemeinden zu einer neuen Stadt Kitakata fusioniert
8. ↑  Summe der Einwohnerzahlen der Vorläufergemeinden aus dem Kreis Tamura, die 2005 zur Stadt Tamura fusionierten
9. ↑  Zerstörungen durch das Erdbeben und den Tsunami am 11. März 2011

## Partnerschaften
- Stadtbergen in Deutschland
- British Columbia in Kanada
- Provinz Hubei in der Volksrepublik China
- Neuseeland

## Demographie

Entwicklung der Einwohnerzahl der Gemeinden in Fukushima zwischen den Volkszählungen 2005 und 2010
Zunahme
>10,0 %
7,5–10,0 %
5,0–7,5 %
2,5–5,0 %
0,0–2,5 %
Abnahme
0,0–2,5 %
2,5–5,0 %
5,0–7,5 %
7,5–10,0 %
>10,0 %

Bei der Volkszählung 1995 erreichte die Präfekturbevölkerung mit 2,13 Millionen ein Maximum und ist seitdem bei jeder Volkszählung gesunken. Nach Statistik der Präfekturverwaltung lag die Einwohnerzahl von Fukushima zum 1. Januar 2018 bei 1.877.876 in 746.003 Haushalten. Der Anteil der über 65-Jährigen erreichte 2017 30,2 %. In einigen ländlichen Gemeinden vor allem in Aizu übersteigt er 40 %. Zusätzlich zur natürlichen demographischen Entwicklung (seit 2003 abnehmend) und der Abwanderung vor allem in städtischere Präfekturen (die Wanderungsbilanz ist durchgehend seit 1995 negativ) verstärkten in den letzten Jahren die Folgen des Erdbebens von 2011 den Bevölkerungsrückgang. 2011 verließen netto mehr als 33.000 Menschen oder mehr als 1,6 % der Einwohner die Präfektur, 2012 nochmal mehr als 13.000 – in den Jahren vor der Katastrophe waren es jährlich um 7.000 gewesen. In den Folgejahren sank dieser Wert zeitweise auf unter 2.000 pro Jahr. 2017 lag das Wanderungssaldo wieder bei −7.408, die natürliche Geburtenbilanz erreichte mit −11.474 einen neuen Tiefstwert. Insgesamt verzeichneten 2017 mit Ausnahme von drei kleinen, kreisangehörigen Gemeinden (Ōtama, Nishigō, Shinchi) alle Gemeinden in Fukushima eine Abnahme der Einwohnerzahl.
Die Zahl der in den Gemeinden präfekturweit gemeldeten Ausländer lag zum Jahresende 2017 bei 12.794. Das entspricht einem Ausländeranteil von knapp 0,7 %. Die meisten davon kommen aus China (Volksrepublik), den Philippinen, Vietnam und Korea (beide Staaten).

## Sehenswürdigkeiten (Auswahl)

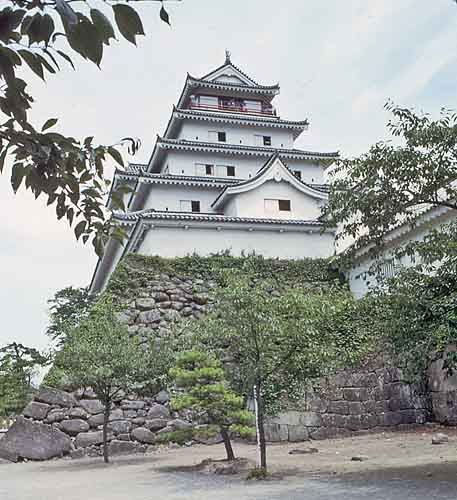
Burg Wakamatsu
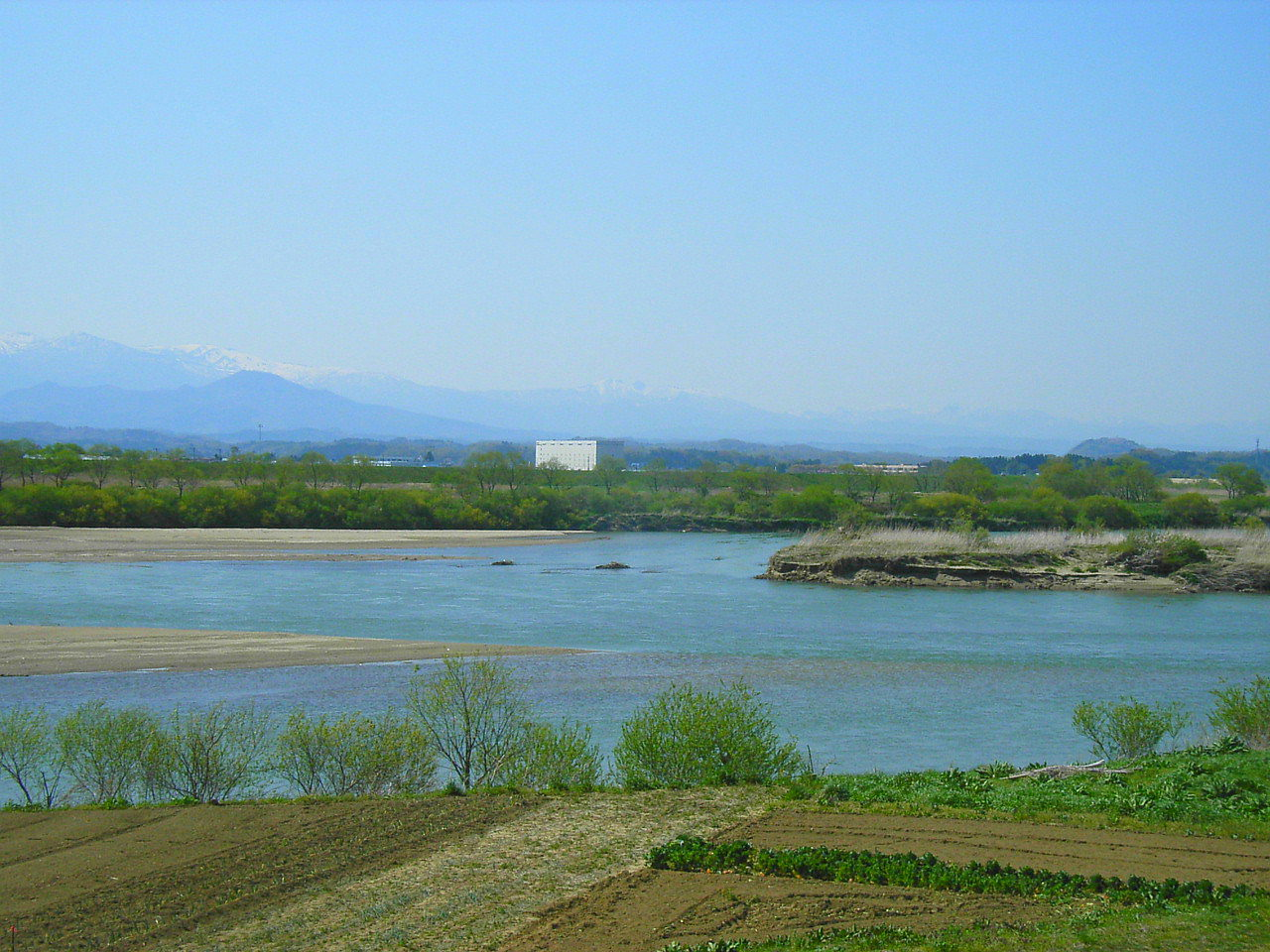
Abukuma-Fluss